# Beta Cephei-variabel
Beta Cephei-variabel, även känd som Beta Canis Majoris-stjärna, är en variabel stjärna som har små snabba variationer i magnitud på grund av pulseringar i stjärnans yta, som antas bero på de ovanliga egenskaperna hos järn vid temperaturer på 200 000 K i dess inre delar. Dessa stjärnor är vanligtvis heta blåvita stjärnor av spektralklass B och bör inte förväxlas med Cepheidvariabler, som är uppkallade efter Delta Cephei och är ljusa superjättestjärnor.

## Egenskaper
Beta Cephei-variabler är stjärnor i huvudserien med massa på mellan ca 7 och 20 gånger solens massa. Bland dem finns några av de ljusstarkaste stjärnorna på himlen, som Beta Crucis och Beta Centauri. Spica är också klassificerad som en Beta Cephei-variabel men upphörde oförklarligt att pulsera år 1970. Vanligtvis förändras variablerna i magnitud med 0,01 till 0,3 magnituder med period på 0,1 till 0,3 dygn (2,4–7,2 timmar). Prototypen för dessa variabla stjärnor, Beta Cephei, uppvisar variation i skenbar magnitud från +3,16 till +3,27 med en period på 4,57 timmar. Tidpunkten för maximal magnitud inträffar när stjärnan är som minst och hetast. Variabeltypens variationer i magnitud är mycket större - upp till 1 magnitud - i ultravioletta våglängder. Ett litet antal stjärnor har identifierats med en period av mindre än en timme, motsvarande 1/4 av den grundläggande radiella pulseringsperioden och 3/8 av grundperioden. Dessa stjärnor har också relativt liten amplitud och ett mycket snävt spektrum inom spektraltyperna B2-3 IV-V. De är kända som kortperiodgruppen.
Pulseringarna hos Beta Cephei-variabler drivs av kappa-mekanismen och p-modepulseringar. I ett skikt inne i stjärnan där temperaturen når 200 000 K råder ett överskott av järn, vilket vid dessa temperaturer medför en ökad i stället för minskad opacitet, vilket resulterar i en uppbyggnad av energi i skiktet. Detta resulterar i sin tur i ett ökat tryck som för lagret tillbaka utåt, en cykel som upprepas med en period av några timmar. Detta kallas Fe-stöten eller Z-stöten (Z står för stjärnans metallicitet).  De liknande, långsamma pulserande B-stjärnorna, visar g-modpulseringar som drivs av liknande förändringar i järnopacitet, men i stjärnor med mindre massa och med längre perioder.

## Observationshistorik
Amerikanska astronomen Edwin Brant Frost upptäckte 1902 variationen i radiell hastighet av Beta Cephei, och drog inledningsvis slutsatsen att den var en spektroskopisk dubbelstjärna. Paul Guthnick var den första som 1913 upptäckte en variation i magnitud. Beta Canis Majoris och Sigma Scorpii visade sig inte långt därefter vara variabler. Vesto Slipher noterade 1904 att Sigma Scorpiis radiella hastighet var variabel och R. D. Levee och Otto Struve konstaterade 1952 respektive 1955 att detta berodde på stjärnans pulsering. Dessa variabler kallades ofta Beta Canis Majoris-variabler eftersom Beta Canis Majoris var det mest studerade exemplet under första hälften av 1900-talet, men dess läge på den södra himlen försvårade dock observationerna. Beta Cephei var dock den första medlemmen i klassen som upptäcktes och därför kallas de i allmänhet Beta Cephei-variabler, trots likhet av namn (och risk för förväxling) för Cepheid-variabler.
Cecilia Payne-Gaposchkin och Sergei Gaposchkin katalogiserade 17 troliga medlemmar av klassen i sin Variable Stars, 1938, men klassificerade dem som Delta Scuti-variabler. 16 Lacertae var en annan mycket studerad stjärna före 1952 och antalet kända stjärnor i klassen hade 1966 ökat från 18 till 41. Otto Struve bedrev på 1950-talet omfattande studier av dessa stjärnor, men observationerna avtog efter hans död.
Christiaan L. Sterken och Mikolaj Jerzykiewicz klassificerade 1993 59 stjärnor som bestämda och 79 andra som misstänkta Beta Cephei-variabler. Stankov listade 93 medlemmar av klassen i en katalog 2005, plus 77 misstänkta och 61 tveksamma eller uteslutna stjärnor.  Sex stjärnor, nämligen Jota Herculis, 53 Piscium, Ny Eridani, Gamma Pegasi, HD 13745 (V354 Persei) och 53 Arietis har visat sig uppvisa både Beta Cephei och SPB-variabilitet.